# Graziella la gitane
Graziella la gitane est un film muet français réalisé par Léonce Perret et sorti en 1912.

## Fiche technique
- Réalisation : Léonce Perret
- Scénario : Léonce Perret, d'après Alphonse de Lamartine
- Société de production : Société des Établissements L. Gaumont
- Genre : Film dramatique
- Durée : 21 min
- Date de sortie : 
  - France : 1er mai 1912

## Distribution
- Léonce Perret : André Darnel
- Jean Aymé
- Marc Mario
- Alice Tissot : Graziella